# Lili Larys
Lili Larys (Helena Maliszewska-Płaczkiewicz, primo voto Osmólska) (ur. 19 marca 1909 w Jałcie na Krymie, zm. 24 sierpnia 1986 w Katowicach) – polska tancerka.
Urodziła się w polskiej rodzinie, w Jałcie na Krymie. Jej rodzicami byli Andrzej Maliszewski i Teodozja z Rytterów, którzy w 1905 roku wyjechali z Warszawy na Krym ze względu na chorobę ojca. Ojciec był chemikiem i perukarzem co w Jałcie pomogło mu uruchomić świetny rosyjsko-francuski biznes kosmetyczny. Szkoliła się na kursach baletu jeszcze w Rosji. Dom Maliszewskich na Krymie odwiedzał m.in. Iwan Mozżuchin, który uczył ją tańczyć tango.  Naukę kontynuowała w Polsce w szkole baletowej Aleksandryjskiego po listopadzie 1922, kiedy wróciła z rodziną do Warszawy. Ojciec Andrzej uciekł z Krymu do Francji przed bolszewikami w 1918 roku.
Debiutowała w 1926 roku  i rozpoczęła występy solowe oraz jako partnerka m.in. baletmistrza Konrada Ostrowskiego i Andrzeja Śnieżyńskiego w teatrach, kabaretach i lokalach nocnych.
Występowała w Momusie (warszawski kinoteatr) a Ludwik Szmaragd  pisał Dnia 1 września [1928] odbyło się otwarcie wielkiej rewii [..] Nowy zespół artystyczny prezentują takie firmy artystyczne jak [..] znakomity duet taneczny Larys-Ostrowski.
Grała w Rewii Moryc, daj mi syna w Momusie a Roman Jaxa pisał:  z całego programu, jedynie sketch baletowy Karnawał w Wenecji, w wykonaniu duetu Larys-Ostrowski [..] zdobył szczere uznanie publiczności.
Inna recenzja stwierdzała Gwoździem całego programu była scenka choreograficzna W palarni opium w wykonaniu wirtuoza sztuki tanecznej p. Ostrowskiego i Larys. Jej impresario był Blachman, który przez pewien okres był też konferansjerem w Momusie. To on zaproponował pseudonim artystyczny Larys. Jej popisowymi numerami były Taniec ognia do muzyki Rimskiego-Korsakowa, Umierający łabędź do muzyki Saint-Saënsa (występowała z nim m.in. w Palais de Danse (Poznań), w Poznaniu) oraz Tango apaszowskie do muzyki Tanga Illusion Erwina Hentschela. Akompaniowali jej do tańca m.in. tacy muzycy jak Zygmunt Karasiński, Szymon Kataszek i Arnold Lewak.

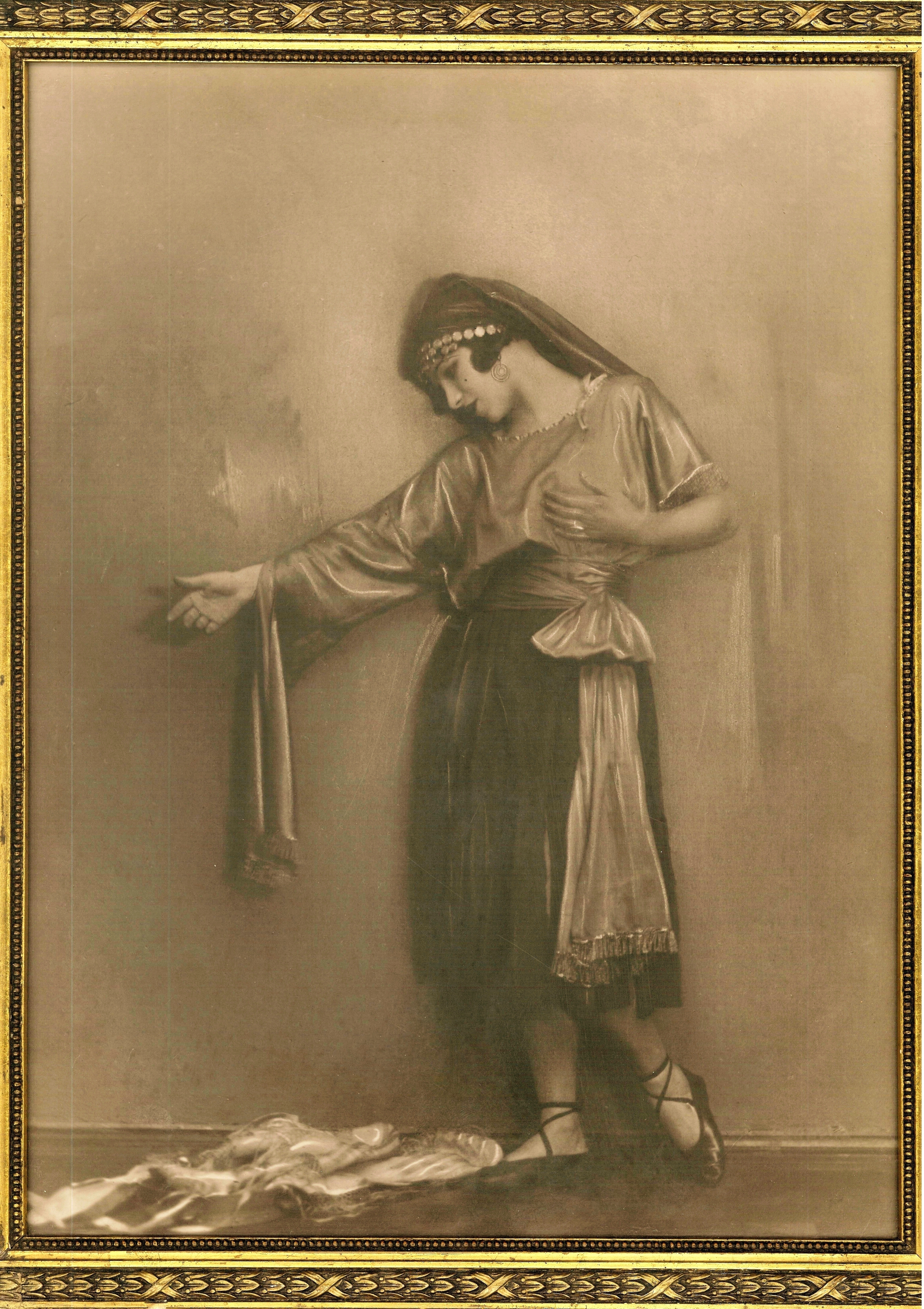
Lili Larys (Helena Maliszewska) jako Cyganka, na podłodze leży tamburyno, po tańcu Cyganka wyciągała dłoń po datek. Lwów 1929.

Poza Momusem tańczyła w Warszawie w innych kabaretach: Czarny Kot, Czerwony As, Nitouche. Występowała w wielu miastach Polski, m.in. we Lwowie, Poznaniu, Łodzi, Krakowie, Katowicach, Sopocie i w Warszawie (w 1929 roku w kabarecie Moulin-Rouge) oraz w 1929 w Katowicach w kabarecie Mascotte.  W latach 1927–1933 współpracowała z Nelly Ignatowską, Iną Ney, Andrzejem Śnieżyńskim, Ireną Topolnicką, Igą Korczyńską, Konradem Ostrowskim, Zdzisławem Żadejko. Na scenie pracowała do końca 1933 roku. W okresie tym była narzeczoną Mieczysława Stefanickiego, oficera polskiego lotnictwa. 
W 1934 roku ukończyła kurs zorganizowany przez Institut de Beauté KLYTIA w Paryżu i jeszcze w tym samym roku uruchomiła własny gabinet kosmetyczny o nazwie "Madeleine", w Poznaniu przy ulicy 27 Grudnia 15 (I piętro).
30 sierpnia 1939 roku zdecydowała się uciec na wschód. Lata wojny i okupacji spędziła w Białej Podlaskiej i Lublinie.
W 1945 roku, tuż po zakończeniu wojny, wraz z drugim mężem  osiedliła się w Katowicach.
Miała córkę i dwóch synów, najmłodszym jest Jerzy Płaczkiewicz. Jest pochowana na cmentarzu w Katowicach.